# マドレーヌ・ド・ラ・トゥール・ドーヴェルニュ
マドレーヌ・ド・ラ・トゥール・ドーヴェルニュ（Madeleine de la Tour d'Auvergne, 1498年 - 1519年4月28日）は、ウルビーノ公ロレンツォ2世・デ・メディチの妻。フランス王妃カトリーヌ・ド・メディシスの母。
オーヴェルニュ伯及びロラゲ伯ジャン3世と、ブルボン家傍系のジャンヌ・ド・ブルボン＝ヴァンドームの娘として生まれた。1518年にロレンツォと結婚するが、翌年、長女カテリーナ（カトリーヌ・ド・メディシス）を出産直後に黒死病に感染して死亡した。1524年、姉アンヌが子供のないまま没すると、オーヴェルニュ伯領とブローニュ伯領は、ラ・トゥール男爵領と同様にマドレーヌの一人娘カテリーナに引き継がれた。